# Eugenia amplifolia
Eugenia amplifolia är en myrtenväxtart som beskrevs av Ignatz Urban. Eugenia amplifolia ingår i släktet Eugenia och familjen myrtenväxter. IUCN kategoriserar arten globalt som nära hotad.
Artens utbredningsområde är Jamaica. Inga underarter finns listade i Catalogue of Life.